# Shane Long
Shane Patrick Long (* 22. ledna 1987 Gortnahoe) je irský profesionální fotbalista, který hraje na pozici útočníka za anglický klub Southampton FC a za irský národní tým.

## Reprezentační kariéra
Nastupoval v irské mládežnické reprezentaci U19.
Za reprezentační A-mužstvo Irska debutoval 7. 2. 2007 v kvalifikačním utkání v Serravalle proti reprezentaci San Marina (výhra 2:1). Zúčastnil se EURA 2012 v Polsku a na Ukrajině. Irsko skončilo bez jediného bodu poslední v základní skupině C.